# Ichneumon cervinus
Ichneumon cervinus là một loài tò vò trong họ Ichneumonidae.